# Elvis' Greatest Shit
«Elvis' Greatest Shit» (en español, «Las mierda más grande de Elvis») es una grabación bootleg de Elvis Presley lanzada en julio de 1982. El álbum reúne grabaciones de estudio -incluyendo canciones de películas- y algunos audios descartados para representar lo peor que Elvis realizó a lo largo de su carrera.

## Contenido
El disco fue recopilado por un creador de bootlegs anónimo llamado “Richard”, el cual, creyendo que algunos fans de Elvis le otorgaban un “estatus de deidad”, buscaba mostrar que el cantante, así como cualquier otro artista, podía producir trabajos que no serían merecedores del halago de la crítica. Así, los tracks que componen la recopilación son grabaciones de soundtracks de películas, así como tomas descartadas de canciones populares; como por ejemplo, un demo de Can't Help Falling in Love, en el cual, en una parte se puede escuchar a Elvis exclamar “Aw, shiiiiit!” («¡Oh, mierda!»).
Este concepto no sólo se extiende al contenido, sino también a la portada del álbum, el cual contiene una fotografía de Elvis fallecido dentro de su ataúd. Esta imagen supuestamente fue tomada por los primos de Elvis y después vendida al National Enquirer. El título alterno de la recopilación, "50,000,000 fans de Elvis pueden estar equivocados”, es una parodia del álbum 50,000,000 Elvis Fans Can´t Be Wrong ( «50,000,000 fans de Elvis no pueden estar equivocados»). La portada también incluye una prescripción de George Nichopolous, quién fue uno de los médicos de Elvis.
La supuesta empresa que recopila el álbum no es RCA Victor, la compañía discográfica con la que Elvis grabó casi toda su carrera musical, sino “Dog Vomit” («Vómito de Perro»), mientras que algunas copias tenían “RCA Victim” («Víctima de RCA»), y ambas incluían una parodia de Nipper, el logo de RCA, vomitando en un gramófono, con una leyenda que reza “él me enferma”.
Muchos de los tracks que integran el álbum son música diegética de las siguientes películas:
- 1960: Flaming Star

- 1961: Blue Hawaii

- 1962: Girls! Girls! Girls!; Follow That Dream

- 1963: Fun in Acapulco; It Happened at the World´s Fair

- 1964: Roustabout; Kissin' Cousins; Viva Las Vegas

- 1965: Girl Happy

- 1966: Double Trouble; Paradise, Hawaiian Style; Spinout; Frankie and Johnny

- 1967: Clambake; Easy Come, Easy Go

- 1968: Speedway; Stay Away, Joe

- 1969: The Trouble with Girls

De esta selección de tracks, Lee Cotton, autor de algunos libros de Elvis, mencionó que el cantante probablemente hubiese aprobado la selección de canciones, afirmando que esto es realmente lo peor del cantante ". Otro crítico está de acuerdo en que por lo menos cinco pistas están entre lo peor que grabó.  Inclusive, a propósito del 75 aniversario del nacimiento del artista, otro crítico sugirió que la grabación de estos temas hicieron que Presley cayera en depresión.
Se sabe que inclusive el propio Elvis tenía una opinión negativa de al menos dos de las canciones incluidas en el álbum. La primera de ellas era “ El viejo MacDonal tenía una granja” para la película Double Trouble. Cuando Elvis supo que tenía que grabar esta canción, abandonó el estudio. La segunda fue “Dominic the Impotent Bull” para la película Stay Away, Joe. Al final de la grabación de canciones para la película, el cantante le hizo prometer a su productor discográfico Felton Jarvis que la canción nunca sería lanzada a la venta. Jarvis cumplió su promesa y nunca sacó la canción mientras ambos estuvieron vivos. La grabación fue filtrada en este álbum después de la muerte de Presley y Jarvis. Por lo tanto, el título de la canción era desconocido por Richard. La canción fue lanzada oficialmente hasta 1994 en el soundtrack recopilatorio de Kissin' Cousins/Clambake/Stay Away, Joe donde el título oficial fue revelado como “Dominick”.     
Existen 4 ediciones del álbum, sólo variando las portadas en detalles, así como los discos (en color, diseño y palabras), pero las canciones son las mismas. Una versión tiene una portada blanca, y la foto se localiza en la parte inferior. El álbum también ha sido lanzado en disco compacto.

## Tracklist
| 1. "Old MacDonald Had a Farm" 2. "Ito Eats" 3. "There's No Room to Rhumba in a Sports Car" 4. "Confidence" 5. "Yoga Is as Yoga Does" 6. "Song of the Shrimp" 7. "U.S. Male" 8. "Fort Lauderdale Chamber of Commerce" 9. "Signs of the Zodiac" 10. "The Bullfighter Was a Lady" 11. "Wolf Call" 12. "Can't Help Falling in Love" (Demo) | 1. "He's Your Uncle, Not Your Dad" 2. "Scratch My Back Then I'll Scratch Yours" 3. "The Walls Have Ears" 4. "Poison Ivy League" 5. "Beach Boy Blues" 6. "Dominic the Impotent Bull" 7. "Queenie Wahine's Papaya" 8. "Do the Clambake (Medley)" 9. "Datin'" 10. "Are You Lonesome Tonight? (En vivo)" 11. "Well, Well, That's All Folks" |